# Merijn van Delft
Merijn van Delft (Amsterdam, 13 marzo 1979) è uno scacchista olandese.
Ha ottenuto il titolo di Maestro Internazionale nel 2004 e di FIDE Trainer nel 2011.
Nel 2014 ha vinto il campionato olandese blitz, nel 2015 il torneo Atlantis a Groninga e nel 2017 il torneo Hofheimer Frühjahrsopen a Hofheim am Taunus.
Ha vissuto per molti anni ad Amburgo come collaboratore di ChessBase. Sul sito Chessbase News è titolare della rubrica "Game of the Week"...
Per conto della Federazione olandese degli scacchi ha organizzato molti tornei nei Paesi Bassi. Gioca online sul server Internet Chess Club.
Ha raggiunto il massimo rating FIDE in gennaio 2014, con 2430 punti Elo.
Merijn van Delft ha scritto alcuni libri di scacchi, tra i quali:
- Developing Chess Talent (con Karel van Delft), ed. KVDC, 2008
- Mastering Positional Sacrifices, ed. New In Chess, 2020
- Chess Buccaneer, The Life and Games of Manuel Bosboom (con Peter Boel), ed. New In Chess, 2021